# Montelupo-Capraia
Montelupo-Capraia (wł. Stazione di Montelupo-Capraia) – przystanek kolejowy w Montelupo Fiorentino, w prowincji Florencja, w regionie Toskania, we Włoszech. Znajduje się na linii Leopolda. 
Według klasyfikacji RFI ma kategorię srebrną.

## Historia
Stacja została otwarta w 1848 roku. Od 11 grudnia 2005 ranga stacji została obniżona do przystanku kolejowego.

## Opis
Przystanek kolejowy ma dwa 2 tory i 2 perony, które obsługują wyłącznie ruch regionalny. Oba perony połączone są ze sobą za pomocą przejście podziemnego.
Przystanek obsługuje nie tylko Montelupo Fiorentino, w którym się znajduje, ale również pobliską gminę Capraia Fiorentina, która jest na przeciwległym brzegu rzeki Arno.

## Linie kolejowe
- Leopolda (Florencja – Piza)